# Alice in Wonderland (Neuschwanstein)
Alice in Wonderland is een muziekalbum van de Duitse progressieve rock band Neuschwanstein. Oorspronkelijk gepland als een demotape in 1976, werd het uitgebracht als een cd door het Franse label Musea in 2008. In 2022 verscheen een nieuwe editie met Engels gesproken teksten.

## Geschiedenis
Thomas Neuroth en Klaus Mayer, beiden leerlingen van het voormalige Realgymnasium in Völklingen, Saarland, ontmoetten elkaar daar in het begin van de jaren zeventig. Hun muzikale idolen zijn Rick Wakeman (zijn solo-albums), King Crimson en Genesis uit het Peter Gabriel-tijdperk. Wakemans albums The Six Wives of Henry VIII en Journey to the Centre of the Earth maakten vooral indruk op haar. Door hun klassieke muziekopleiding (Thomas Neuroth leerde piano, Klaus Mayer fluit) en hun passie voor symfonische progressieve rock, besloten zij een band op te richten om hun muzikale ideeën te verwezenlijken. Het resultaat was de vorming van Neuschwanstein.
Na verschillende personeelswisselingen ontstond geleidelijk een meer solide vorm van de band. Naast Neuroth en Mayer bestond de band in 1974 uit Udo Redlich (gitaar), Hans Peter Schwarz (drums) en Uli Limpert (basgitaar). De sterke indruk die Rick Wakemans Journey to the Centre of the Earth op Neuroth en Mayer achterliet, zette hen ertoe aan ook een lang stuk instrumentale muziek te componeren. Daarna werkten zij aan de muzikale bewerking van de beroemde Lewis Carroll-roman Alice's Adventures in Wonderland, waarbij zij dit sprookje kozen om zijn sfeer en fantasie, die zich leenden voor uitvoerige en suggestieve muziek. Het idee voor het stuk, evenals de eerste pogingen om het te realiseren, waren al in 1970 ontwikkeld, maar de definitieve impuls ontbrak nog. De première van dit 40 minuten durende muziekstuk vond plaats in 1974 in het Marie Luise Kaschnitz-Gymnasium in Völklingen. Zo werd Neuschwanstein in 1975 de winnaar van een bandwedstrijd in het Saarländisches Staatstheater in Saarbrücken. Ze betoverden het publiek met de orkestrale en melodische rijkdom van hun arrangement.
Met deze cast schaafde Neuschwanstein niet alleen aan zijn muziek, maar bedacht hij ook uitgebreide toneeldecoraties en complexe visuele effecten met maskers en kostuums, vergelijkbaar met die uit de tijd van Peter Gabriel bij Genesis. Achter op het toneel werden zelfs dia's geprojecteerd, waarop Limpert en later Weiler de liedreeksen voordroegen, afgewisseld met illustraties van het verhaal. Zelfs een bosdecoratie was op het toneel opgesteld, met een bedrukt gordijn achter de geprojecteerde illustraties. Fosforescerende kleuren werden op de bladeren van de bomen geschilderd, zodat ze opgloeiden in het donker. De maskers van de muzikanten kwamen overeen met hun rol in het verhaal: Neuroth was de tovenaar, bijvoorbeeld, Weiler de griffioen. Hoewel de band voortdurend in tijd- en geldgebrek verkeerde, was de uitvoering van Neuschwanstein verbazingwekkend en zeer professioneel voor "lokale helden".
In 1975 kwamen twee nieuwe leden bij de band: Rainer Zimmer, die Uli Limpert verving op bas en Roger Weiler, die Udo Redlich verving op gitaar.

Wir wollen eine Musik machen, die im Gegensatz zu den sonst üblichen Musikrichtungen, wie Rock, Jazz o. ä., steht. Natürlich lassen wir uns beeinflussen, jedoch nicht mehr oder weniger als jeder andere Musiker, der selbst sehr viel Musik hört. Bei Neuschwanstein wird kein Wert auf Improvisation gelegt. Wir sehen uns weniger als kreativ Ausübende, sondern […] vielmehr als kreativ Konstruierende. Improvisationen sind meist emotional bedingt und gewährleisten nicht immer ein Optimum. Wir wollen, ohne Genesis oder Wakeman zu kopieren, dem Publikum mehr als nur ein Lied präsentieren, sondern ein Vergnügen für Ohr und Auge.(We willen muziek maken die in contrast staat met de gebruikelijke muziekstijlen, zoals rock, jazz of iets dergelijks. Natuurlijk laten wij ons beïnvloeden, maar niet meer of minder dan iedere andere musicus die zelf veel muziek beluistert. Met Neuschwanstein is er geen nadruk op improvisatie. Wij zien onszelf minder als creatieve uitvoerders maar […] meer als creatieve constructeurs. Improvisaties zijn meestal emotioneel ingegeven en garanderen niet altijd een optimum. Zonder Genesis of Wakeman te kopiëren willen we het publiek meer dan alleen een liedje voorschotelen, maar een lust voor het oor en het oog bieden.)
— Interview met het Saarlandse muziektijdschrift GUCKLOCH, 12/76

De reacties van het publiek op de podiumshow en de muziek waren passend: Het was de eerste keer dat een Duitse rockband zo'n lang muziekstuk opvoerde met coulissen, kostuums, maskerade en speciale effecten. Kleine ongelukjes bleven hen echter niet bespaard. Zo had Weiler tijdens zijn allereerste concert met de groep de pech dat zijn griffioenmasker met zijn grote en zware snavel afviel. Hij had het masker voor de voorstelling te haastig opgezet en niet goed dichtgeknoopt.
In april 1976 boekte Neuschwanstein een kleine opnamestudio in de buurt van Saarbrücken om hun Alice in Wonderland op band op te nemen. Deze opname was bedoeld als demo-tape voor potentiële promotors. Pas 32 jaar later, in 2008, bracht het Franse label Musea de demotape voor het eerst op cd uit. Deze band lag in de vorm van een muziekcassette lange tijd in de kast van de gitarist Roger Weiler. In het begin van de jaren 2000 vertelde Weiler de verantwoordelijken van Musea over deze cassette en zij waren er onmiddellijk in geïnteresseerd. De geluidskwaliteit was meer dan matig, maar Musea was ervan overtuigd dat zij de band technisch op een aanvaardbaar peil konden brengen. De grote belangstelling van Musea was ook gebaseerd op het feit dat het officiële album Battlement van Neuschwanstein het best verkochte album was in de catalogus van Musea.
Ondanks de overwegend positieve kritieken merkt Thomas Neuroth op:

"Alice im Wunderland" ist Herzblut und Begeisterung, Charme und Ambition. Ein Erstling, unfertig und fehlerhaft. "Alice im Wunderland" war für den Augenblick und für die Vergänglichkeit gedacht. Ich hätte nie daran gedacht, dass es jemals veröffentlicht werden würde.("Alice in Wonderland" is hart en enthousiasme, charme en ambitie. Een eerste, onvoltooid en gebrekkig. "Alice in Wonderland" was bedoeld als kortstondig en vluchtig. Ik had nooit gedacht dat het ooit gepubliceerd zou worden.)
— Thomas Neuroth, januari 2022

Vanuit het perspectief van vandaag plaveide Neuschwanstein met dit album de weg voor vele andere Duitse progressieve rockbands. "Het staat bijna model voor het idee van zo'n album, typisch voor de Duitse ziel van de dichters/denkers van de jaren '70." (Henning Mangold over "Babyblaue Seiten").
Kort na de opnamen kwam Frédéric Joos (uit Frankrijk) als nieuwe zanger bij de band, wiens stem erg deed denken aan Peter Gabriel, maar ook aan Strawbs zanger Dave Cousins. In 1978 nam de band hun eerste album Battlement op in de Scorpions-studios in Keulen, waarmee ze in 1979 een onverwacht succes hadden. Te midden van new wave en punk overleefde het als een van de weinige goede albums van Duitse progressieve rockbands.

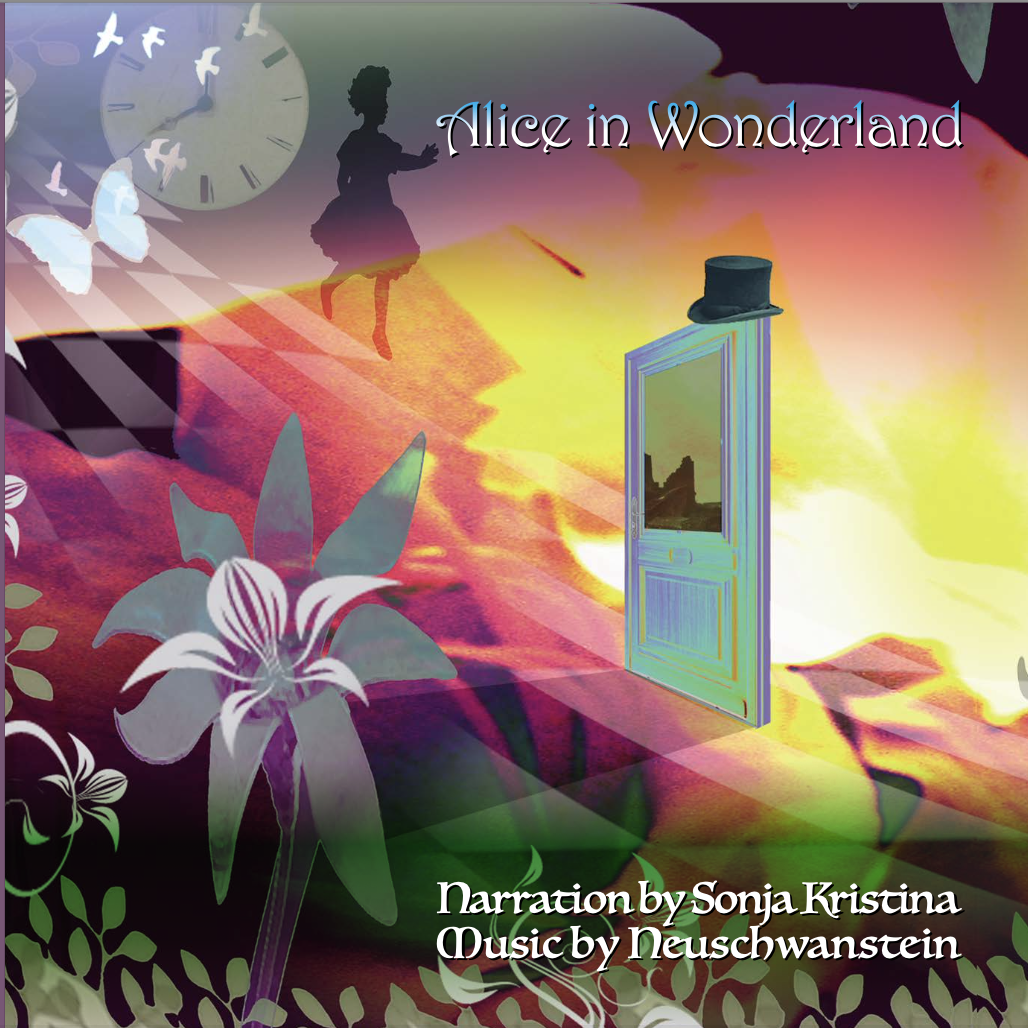
Cover van de 2022 heruitgave

Op 18 november 2022 werd na 46 jaar een heruitgave uitgebracht op het Explore Rights Management label (een sublabel van Cherry Red Records). Omdat de tape waarop de cd-versie van Musea uit 2008 was gebaseerd een cassettekopie was, werd geprobeerd de originele mastertape te vinden. Er werden namelijk verschillende rollen tape herontdekt van gitarist Roger Weiler, maar die bleken allemaal blanco. De oude opnamen werden nauwgezet gerestaureerd, waarbij het productieteam profiteerde van nieuwe software, zonder welke het project vanaf het begin gedoemd zou zijn geweest. Omdat de stem van de verteller en de muziek werden gemixt, moest de stem eerst uit de muziek worden gefilterd. De eerste pogingen waren niet bevredigend, maar toen met een nieuwe AI-gestuurde software, AudioShake, was het mogelijk om de vertelling volledig te verwijderen zonder de achtergrondtracks te beschadigen. De vertelling werd rechtstreeks uit het originele boek gehaald, waardoor de aanpassing tot een minimum beperkt bleef. Sommige uitbarstingen van de Mad Hatter werden echter geleend uit andere hoofdstukken om het aantal theatraal gezongen passages af te stemmen op de muziek. De nieuwe teksten werden ingesproken door Sonja Kristina, zangeres bij Curved Air. De hoes werd licht gewijzigd en het boekje herzien.

## Kritiek
De blogger Gribovar vat het als volgt samen:

The band succeeded, from the beginning, in creating a fluid and refined music, intense and suggestive, typical of the creative enthusiasm of the early Seventies. Usually structured around the keyboards parts, the music often underlines vivid and very refined piano pieces. With its strong melodies, its airy and dynamic flute soli, its dreamlike atmospheres, and the subtlety of the guitar effects, influenced by Steve Hackett's style, "Alice In Wonderland" easily takes its place among the best contemporary works of Camel or Focus.(De band slaagde er vanaf het begin in om een vloeiende en verfijnde muziek te creëren, intens en suggestief, typisch voor het creatieve enthousiasme van de vroege jaren zeventig. Meestal gestructureerd rond de keyboardpartijen, onderstreept de muziek vaak levendige en zeer verfijnde pianostukken. Met zijn sterke melodieën, zijn luchtige en dynamische fluitsolo's, zijn droomachtige sferen, en de subtiliteit van de gitaareffecten, beïnvloed door de stijl van Steve Hackett, neemt "Alice In Wonderland" gemakkelijk zijn plaats in tussen de beste hedendaagse werken van Camel of Focus.)
— Gribovar, Neuschwanstein - 2 Albums (1978–2008), en: AvaxHome, 9.10.2020

Artur Chachlowski uit Polen schrijft hierover:

„Alice in Wonderland” to 40 minut ciekawej muzyki, trochę wzorowanej na „Supper’s Ready”, trochę na „Sześciu żonach Henryka VIII”, ale jednoznacznie pokazującej jak ważną dla niemieckiego progresywnego rocka lat 70. był zespół Neuschwanstein. Grał muzykę o mocnych liniach melodycznych, opartą na żywej, radosnej interpretacji z delikatnymi partiami gitar, świetnymi osnowami malowanymi przez syntezatorowe dźwięki, z licznymi dynamicznymi solowymi partiami fletu. Z muzyki Neuschwanstein przebija żywa radość grania, ulotny klimat eteryczności i niezwykła wręcz płynność brzmienia utrzymana w duchu dokonań Genesis, Steve Hacketta, Focus czy Camel. 40 minut muzyki wypełniającej ten album ulatuje nie wiadomo kiedy, co zachęca do jak najczęstszego powracania do tego wydawnictwa.("Alice in Wonderland" is 40 minuten interessante muziek, een beetje gemodelleerd naar "Supper's Ready", een beetje naar "The Six Wives of Henry VIII", maar laat duidelijk zien hoe belangrijk de band Neuschwanstein was voor de Duitse progressieve rock van de jaren '70. Zij speelden muziek met sterke melodische lijnen, gebaseerd op een levendige, vrolijke interpretatie met delicate gitaarpartijen, grote warps geschilderd door synthklanken, met talrijke dynamische solofluitpartijen. De muziek van Neuschwanstein is doordrongen van een levendige speelvreugde, een vluchtige sfeer van etheraliteit en een buitengewone vloeiendheid van geluid in de geest van Genesis, Steve Hackett, Focus of Camel. 40 minuten muziek die dit album vullen vliegen weg zonder te weten wanneer, wat aanmoedigt om zo vaak mogelijk terug te komen naar deze release.)
— Artur Chachlowski, Neuschwanstein - Alice In Wonderland, en: Mały Leksykon Wielkich Zespołów - A Small Lexicon of Great Bands, 8.02.2010

De Nederlandse recensent Erik Neuteboom vat het als volgt samen:

Listening to Alice in Wonderland […] I notice that at some moments Neuschwanstein sound like ‘an embryonal version of Battlment’ but in general it’s more in the vein of Seventies Camel and Focus and less obvious mid-Genesis inspired. And the music is also less elaborate, more laidback and remarkably is the omnipresent flute play (reminding me of Camel, Jethro Tull and Solaris), often accompanied by sparkling Grand piano work and coloured with very tasteful vintage keyboards (ranging from warm string-ensemble and powerful Hammond organ to fat synthesizer flights and swinging Fender Rhodes electric piano) along some sensitive electric guitar in the vein of Steve Hackett. […]
If I judge this album on its own merits (so no comparisons with Battlement), I conclude that Neuschwanstein has made a beautiful, very warm sounding album in the genuine symphonic rock tradition with a classical undertone (flute and Grand piano) and very pleasant vintage keyboards, the fans of Seventies Camel, Focus and Genesis will be pleased.(Luisterend naar Alice in Wonderland […] valt het me op dat Neuschwanstein op sommige momenten klinkt als 'een embryonale versie van Battlment' maar over het algemeen is het meer in de trant van jaren-70-Camel en Focus en minder duidelijk mid-Genesis geïnspireerd. En de muziek is ook minder uitgewerkt, meer laidback en opvallend is het alomtegenwoordige fluitspel (dat me doet denken aan Camel, Jethro Tull en Solaris), vaak begeleid door sprankelend vleugelpianowerk en gekleurd met zeer smaakvolle vintage-keyboards (gaande van warm strijkersensemble en krachtig hammondorgel tot vette synthesizervluchten en swingende Fender Rhodes elektrische piano) langs enkele gevoelige elektrische gitaren in de trant van Steve Hackett. […]
Als ik dit album op zijn eigen merites beoordeel (dus geen vergelijkingen met Battlement), dan concludeer ik dat Neuschwanstein een prachtig, zeer warm klinkend album heeft gemaakt in de onvervalste symfonische rocktraditie met een klassieke ondertoon (fluit en grand piano) en zeer aangename vintage keyboards, de fans van jaren-70-Camel, Focus en Genesis zullen er blij mee zijn.)
— Erik Neuteboom, (Neuschwanstein) - "Alice in Wonderland", en: Progressive Land

## Musici
- Klaus Mayer – dwarsfluit, synthesizer
- Thomas Neuroth – toetsinstrumenten
- Hans Peter Schwarz – slagwerk en percussie
- Roger Weiler – gitaar, zang
- Rainer Zimmer – basgitaar

## Tracks
Allen geschreven door Neuroth, Mayer en Weiler.

| Nr. | Titel                    | Duur  |
| --- | ------------------------ | ----- |
| 1.  | White rabbit             | 1:17  |
| 2.  | Gate To Wonderland       | 2:13  |
| 3.  | Pond Of Tears            | 2:45  |
| 4.  | Old Father's Song        | 8:31  |
| 5.  | Five-O'Clock Tea         | 6:49  |
| 6.  | Palace Of Wonderland     | 12:05 |
| 7.  | The Court Of The Animals | 5:01  |
| 8.  | Alice's Return           | 2:05  |